# آدلانگ، نیو ساوت ولز
آدلانگ (به انگلیسی: Adelong) یک شهرک در استرالیا است که در نیو ساوت ولز واقع شده‌است.